# Bloedgroep

AB0-bloedtype

Een bloedgroep is een classificatie van bloed bepaald door het al dan niet aanwezig zijn van bepaalde moleculen ('antigenen') op de buitenkant van het celmembraan van de rode bloedcellen. Deze antigenen zijn macromoleculen, dat wil zeggen, verbindingen met een grote molecuulmassa. Bloedgroepantigenen kunnen eiwitten, koolhydraten, glycoproteïnen of glycolipiden zijn. Sommige van deze antigenen worden gecodeerd uit één allel (of sterk verbonden genen). Deze worden samen een bloedgroepensysteem genoemd.
Bloedgroepen zijn erfelijk en worden van beide ouders overgedragen. Er zijn meer dan veertig menselijke bloedgroepsystemen die door de International Society of Blood Transfusion worden erkend.

## Geschiedenis
In de 19e eeuw was een bloedtransfusie zeer riskant. De patiënt kon de ingreep overleven, maar het aantal sterfgevallen was zeer hoog. Om die reden werden bloedtransfusies alleen nog gegeven bij zeer ernstig bloedverlies, als er geen andere mogelijkheid was om het leven van de patiënt te redden.
In 1900 ontdekte Karl Landsteiner waardoor de sterfgevallen ontstonden: er bestonden verschillende bloedgroepen en door de vermenging daarvan gingen de rode bloedcellen aan elkaar klonteren. Door, voorafgaand aan een bloedtransfusie, een monster bloed van donor en ontvanger te vermengen en zo de bloedgroep te vergelijken, werd een bloedtransfusie een levensreddende ingreep.

## Het AB0-bloedgroepensysteem
Bij mensen is AB0 het belangrijkste bloedgroepensysteem. De bloedgroep wordt bepaald door een enkel gen, waarvan er drie verschillende allelen zijn: A, B en 0 (nul). Het A-allel geeft bloedgroepantigeen A, het B-allel geeft bloedgroepantigeen B en het 0-allel is een recessief allel, dat niet in een bloedgroepantigeen resulteert. De allelen A en B zijn dominant ten opzichte van 0 en co-dominant ten opzichte van elkaar. Aangezien de mens diploïd is, wordt de bloedgroep bepaald door een combinatie van twee allelen:
- AB → bloedgroep AB (A en B zijn co-dominant)
- AA → bloedgroep A
- A0 → bloedgroep A (A domineert over 0)
- BB → bloedgroep B
- B0 → bloedgroep B (B domineert over 0)
- 00 → bloedgroep 0 (nul)

Aan de hand van bovenstaande gegevens wordt duidelijk dat er vier bloedgroepen, A, B, AB en 0, worden onderscheiden.
De bloedgroep 0 wordt hier gelezen als nul, met de betekenis: niets, niet A en niet B. Vaak wordt het echter ook geschreven en/of uitgesproken als de letter O. Sommigen zeggen dat dit door de Oostenrijker Landsteiner zo bedoeld is en dat O de afkorting is van het Duitse "ohne". In Vlaanderen wordt dit bijna altijd als letter uitgesproken.

### Erfelijkheid
Kinderen erven van elke ouder een van de twee allelen. Hierdoor zijn de volgende combinaties mogelijk. Zijn er twee of vier mogelijkheden bij een bepaalde combinatie van twee ouders, dan is de kans op elke mogelijkheid steeds 50% of 25%. Tussen haakjes het genotype.
| Ene ouder→    |        | 0      |        | A (A0) | A (A0) |        | A (AA) |        | B (B0) | B (B0) |  | B (BB) |  | AB | AB |
| Andere ouder↓ |        |        |        |        |        |        |        |        |        |        |  |        |  |    |    |
| 0             | 0      | A (A0) | 0      | A (A0) | B (B0) | 0      | B (B0) | A (A0) | B (B0) |        |  |        |  |    |    |
|               |        |        |        |        |        |        |        |        |        |        |  |        |  |    |    |
| A (A0)        | A (A0) | A (AA) | A (A0) | A (AA) | AB     | A (A0) | AB     | A (AA) | AB     |        |  |        |  |    |    |
| A (A0)        | 0      | A (A0) | 0      | A (A0) | B (B0) | 0      | B (B0) | A (A0) | B (B0) |        |  |        |  |    |    |
|               |        |        |        |        |        |        |        |        |        |        |  |        |  |    |    |
| A (AA)        | A (A0) | A (AA) | A (A0) | A (AA) | AB     | A (A0) | AB     | A (AA) | AB     |        |  |        |  |    |    |
|               |        |        |        |        |        |        |        |        |        |        |  |        |  |    |    |
| B (B0)        | B (B0) | AB     | B (B0) | AB     | B (BB) | B (B0) | B (BB) | AB     | B (BB) |        |  |        |  |    |    |
| B (B0)        | 0      | A (A0) | 0      | A (A0) | B (B0) | 0      | B (B0) | A (A0) | B (B0) |        |  |        |  |    |    |
|               |        |        |        |        |        |        |        |        |        |        |  |        |  |    |    |
| B (BB)        | B (B0) | AB     | B (B0) | AB     | B (BB) | B (B0) | B (BB) | AB     | B (BB) |        |  |        |  |    |    |
|               |        |        |        |        |        |        |        |        |        |        |  |        |  |    |    |
| AB            | A (A0) | A (AA) | A (A0) | A (AA) | AB     | A (A0) | AB     | A (AA) | AB     |        |  |        |  |    |    |
| AB            | B (B0) | AB     | B (B0) | AB     | B (BB) | B (B0) | B (BB) | AB     | B (BB) |        |  |        |  |    |    |

Tegenwoordig kan men verwantschap nauwkeurig vaststellen met DNA-onderzoek. Sinds het begin van de 20e eeuw had men al de mogelijkheid een ouder-kindrelatie te weerleggen door bloedgroepen te vergelijken. Een ouder-kindrelatie kan op die manier nooit aangetoond worden, vandaar dat in onderstaande tabel nergens  Ja staat. Soms kan het genotype van ouder of kind worden vastgesteld (tussen haakjes 1: 1e ouder, 2: 2e ouder, K: kind)
| Ouders→ | 0,0 | 0,A    | 0,B    | 0,AB   | A,A          | A,B         | A,AB   | B,B          | B,AB   | AB,AB |     | Ouders→ | Neg,neg | Neg, pos | Pos,pos      |
| Kind↓   |     |        |        |        |              |             |        |              |        |       |     | Kind↓   |         |          |              |
| 0       |     | (2 A0) | (2 B0) | Nee    | (1 A0, 2 A0) | 1 A0, 2 B0) | Nee    | (1 B0, 2 B0) | Nee    | Nee   |     | Neg     |         | (2 +−)   | (1 +−, 2 +−) |
| A       | Nee | (K A0) | Nee    | (K A0) |              | (2 B0)      |        | Nee          | (1 B0) |       | Pos | Nee     |         |          |              |
| B       | Nee | Nee    | (K B0) | (K B0) | Nee          | (1 A0)      | (1 A0) |              |        |       |     |         |         |          |              |
| AB      | Nee | Nee    | Nee    | Nee    | Nee          |             |        | Nee          |        |       |     |         |         |          |              |

## Resusbloedgroepsysteem
Naast AB0 is er bij mensen een andere belangrijke groep bloedgroepantigenen: deze wordt het resusbloedgroepensysteem genoemd, vernoemd naar, maar niet gelijk aan het resusantigeen dat in 1940 is ontdekt bij de resusaap. Het resusbloedgroepensysteem bestaat uit verschillende antigenen, namelijk: D, C, c, E en e. Van deze groep antigenen is D het bekendst en hieraan wordt gerefereerd als men praat over resuspositief of resusnegatief. Bij resuspositieve mensen is het D-antigeen aanwezig (ook wel aangegeven met een "+") en bij resusnegatieve mensen is het D-antigeen afwezig (ook wel aangegeven met een "−").
Als bij een zwangerschap de moeder resusnegatief is en het kind resuspositief, dan maakt het lichaam van de moeder daar antistoffen tegen. Bij het eerste resuspositieve kind heeft dit bijna nooit gevolgen, maar als de moeder daarna weer een resuspositief kind krijgt, dan zal het lichaam van de moeder antistoffen aanmaken en het bloed van het kind afbreken, wat, onbehandeld, dodelijk is voor het kind.

### AB0- en Rh-verdeling per land
Niet elke bloedgroep komt even vaak voor. In Nederland en België is 0+ de meest voorkomende en AB- de minst frequent voorkomende bloedgroep. Tevens is er een verschil in de verdeling tussen etnische groepen. Zo komt bij mensen van Afrikaanse origine vaak bloedgroep A voor en bij Aziaten komt vaak bloedgroep B voor.
|                     |               |       | Fenotype | Fenotype | Fenotype | Fenotype | Fenotype | Fenotype | Fenotype | Fenotype |     | Genen | Genen | Genen | Genen | Genen |
| Land                | Bevolking     | 0+    | A+       | B+       | AB+      | 0−       | A−       | B−       | AB−      | A        | B   | 0     | D     | d     |       |       |
| Australië           | 21 262 641    | 40%   | 31%      | 8%       | 2%       | 9%       | 7%       | 2%       | 1%       | 21%      | 12% | 65%   | 56%   | 44%   |       |       |
| België              | 10 414 336    | 38%   | 34%      | 8,5%     | 4,1%     | 7%       | 6%       | 1,5%     | 0,8%     | 23%      | 11% | 63%   | 61%   | 39%   |       |       |
| Brazilië            | 198 739 269   | 36%   | 34%      | 8%       | 2,5%     | 9%       | 8%       | 2%       | 0,5%     | 24%      | 13% | 62%   | 56%   | 44%   |       |       |
| Canada              | 33 487 208    | 39%   | 36%      | 7,6%     | 2,5%     | 7%       | 6%       | 1,4%     | 0,5%     | 24%      | 11% | 64%   | 61%   | 39%   |       |       |
| Denemarken          | 5 500 510     | 35%   | 37%      | 8%       | 4%       | 6%       | 7%       | 2%       | 1%       | 26%      | 11% | 61%   | 60%   | 40%   |       |       |
| Duitsland           | 82 329 758    | 35%   | 37%      | 9%       | 4%       | 6%       | 6%       | 2%       | 1%       | 26%      | 11% | 61%   | 61%   | 39%   |       |       |
| Estland             | 1 299 371     | 30%   | 31%      | 20%      | 6%       | 4,5%     | 4,5%     | 3%       | 1%       | 23%      | 18% | 57%   | 64%   | 36%   |       |       |
| Finland             | 5 250 275     | 27%   | 38%      | 15%      | 7%       | 4%       | 6%       | 2%       | 1%       | 29%      | 15% | 54%   | 64%   | 36%   |       |       |
| Frankrijk           | 62 150 775    | 36%   | 37%      | 9%       | 3%       | 6%       | 7%       | 1%       | 1%       | 26%      | 11% | 61%   | 61%   | 39%   |       |       |
| Hong Kong SAR       | 7 055 071     | 40%   | 26%      | 27%      | 7%       | 0,31%    | 0,19%    | 0,14%    | 0,05%    | 18%      | 19% | 63%   | 92%   | 8%    |       |       |
| Ierland             | 4 203 200     | 47%   | 26%      | 9%       | 2%       | 8%       | 5%       | 2%       | 1%       | 17%      | 11% | 70%   | 60%   | 40%   |       |       |
| IJsland             | 306 694       | 47,6% | 26,4%    | 9,3%     | 1,6%     | 8,4%     | 4,6%     | 1,7%     | 0,4%     | 17%      | 12% | 70%   | 61%   | 39%   |       |       |
| India               | 1 166 079 217 | 36,5% | 22,1%    | 30,9%    | 6,4%     | 2,0%     | 0,8%     | 1,1%     | 0,2%     | 16%      | 23% | 61%   | 80%   | 20%   |       |       |
| Israël              | 7 233 701     | 32%   | 34%      | 17%      | 7%       | 3%       | 4%       | 2%       | 1%       | 25%      | 15% | 58%   | 68%   | 32%   |       |       |
| Nederland           | 16 715 999    | 39,5% | 35%      | 6,7%     | 2,5%     | 7,5%     | 7%       | 1,3%     | 0,5%     | 23%      | 10% | 64%   | 60%   | 40%   |       |       |
| Nieuw-Zeeland       | 4 213 418     | 38%   | 32%      | 9%       | 3%       | 9%       | 6%       | 2%       | 1%       | 22%      | 13% | 63%   | 58%   | 42%   |       |       |
| Noorwegen           | 4 660 539     | 34%   | 42,5%    | 6,8%     | 3,4%     | 6%       | 7,5%     | 1,2%     | 0,6%     | 29%      | 10% | 59%   | 61%   | 39%   |       |       |
| Oostenrijk          | 8 210 281     | 30%   | 33%      | 12%      | 6%       | 7%       | 8%       | 3%       | 1%       | 24%      | 15% | 57%   | 56%   | 44%   |       |       |
| Polen               | 38 482 919    | 31%   | 32%      | 15%      | 7%       | 6%       | 6%       | 2%       | 1%       | 24%      | 16% | 57%   | 61%   | 39%   |       |       |
| Portugal            | 10 707 924    | 36,2% | 39,8%    | 6,6%     | 2,9%     | 6,0%     | 6,6%     | 1,1%     | 0,5%     | 27%      | 10% | 61%   | 62%   | 38%   |       |       |
| Saoedi-Arabië       | 28 686 633    | 48%   | 24%      | 17%      | 4%       | 4%       | 2%       | 1%       | 0,23%    | 16%      | 14% | 70%   | 73%   | 27%   |       |       |
| Spanje              | 40 525 002    | 36%   | 34%      | 8%       | 2,5%     | 9%       | 8%       | 2%       | 0,5%     | 24%      | 13% | 62%   | 56%   | 44%   |       |       |
| Taiwan              | 24 000        | 43,9% | 25,9%    | 23,9%    | 6,0%     | 0,1%     | 0,1%     | 0,01%    | 0,02%    | 17%      | 16% | 66%   | 95%   | 5%    |       |       |
| Turkije             | 76 805 524    | 29,8% | 37,8%    | 14,2%    | 7,2%     | 3,9%     | 4,7%     | 1,6%     | 0,8%     | 28%      | 14% | 56%   | 67%   | 33%   |       |       |
| Verenigd Koninkrijk | 61 113 205    | 37%   | 35%      | 8%       | 3%       | 7%       | 7%       | 2%       | 1%       | 24%      | 11% | 62%   | 59%   | 41%   |       |       |
| Verenigde Staten    | 307 212 123   | 37,4% | 35,7%    | 8,5%     | 3,4%     | 6,6%     | 6,3%     | 1,5%     | 0,6%     | 24%      | 11% | 62%   | 61%   | 39%   |       |       |
| Zuid-Afrika         | 49 320 000    | 39%   | 32%      | 12%      | 3%       | 7%       | 5%       | 2%       | 1%       | 22%      | 13% | 64%   | 61%   | 39%   |       |       |
| Zweden              | 9 059 651     | 32%   | 37%      | 10%      | 5%       | 6%       | 7%       | 2%       | 1%       | 27%      | 12% | 58%   | 60%   | 40%   |       |       |

## Overige bloedgroepsystemen
Naast de AB0- en resusbloedgroepsystemen bestaat er bij mensen nog een groot aantal andere bloedgroepsystemen, onder andere:
- MNS-systeem
- P-systeem
- Lutheran-systeem
- Kell-systeem
- Lewis-systeem
- Duffy-systeem
- Kidd-systeem
- Diego-systeem

Deze systemen spelen een ondergeschikte rol ten opzichte van de AB0- en resusbloedgroepsystemen doordat ze veel minder immunogeen zijn. Echter, deze systemen kunnen een cruciale rol spelen tijdens bloedtransfusies en worden dan ook nader onderzocht in het bloedtransfusielaboratorium. Antistoffen tegen deze bloedgroepen behoren tot de irregulaire antistoffen (zie hieronder).

## Antistoffen tegen de bloedgroepsystemen
Bloedgroepantigenen kunnen zorgen voor de vorming van bloedgroepantistoffen. Antistoffen zijn eiwitten die door het lichaam worden gevormd in reactie op een lichaamsvreemde stof. Antistoffen spelen onder andere een belangrijke rol in de afweer tegen ziekteverwekkers.
In het bloedgroepensysteem is er sprake van natuurlijk voorkomende antistoffen (regulaire antistoffen) en niet van nature voorkomende antistoffen (irregulaire antistoffen). De natuurlijk voorkomende antistoffen zijn anti-A en anti-B. Anti-A is altijd aanwezig bij mensen met bloedgroep B en anti-B is altijd aanwezig bij mensen met bloedgroep A. Mensen met bloedgroep 0 hebben zowel anti-A als anti-B. De natuurlijk voorkomende antistoffen worden gevormd na de geboorte. In onderstaande tabel staan de bloedgroepen met bijpassende antistoffen weergegeven.
| Bloedgroep | Antigeen A | Antigeen B | Anti-A | Anti-B |
| ---------- | ---------- | ---------- | ------ | ------ |
| 0          |            |            | X      | X      |
| A          | X          |            |        | X      |
| B          |            | X          | X      |        |
| AB         | X          | X          |        |        |

Deze natuurlijke antistoffen zorgen ervoor dat niet iedereen bloed van ieder ander kan ontvangen. Als iemand met bloedgroep 0 bloed ontvangt van iemand met bloedgroep A, dan zullen de anti-A antistoffen die de ontvanger al in zijn bloed had aan de rode bloedcellen gaan plakken en ontstaan er klontjes (agglutinatie). Dit heeft tot gevolg dat bloedgroep 0 aan iedereen bloed mag geven (universele donor), bloedgroep A enkel aan A en AB, bloedgroep B aan B en AB en bloedgroep AB enkel aan AB.
Uit de frequentieverdeling van de bloedgroepen in de bevolking valt eenvoudig te berekenen hoe groot vóór 1900 de kans was, donorbloed van een goede dan wel verkeerde bloedgroep te krijgen. Voor mensen met de toen nog onbekende bloedgroepen AB en in iets mindere mate A (mag geen donorbloed AB of B maar wel A of 0 krijgen) was dat in Nederland en België gunstig, en voor mensen met bloedgroep 0 (mag alleen donorbloed 0 krijgen) en iets mindere mate B (mag donorbloed 0 of B krijgen) ongunstig. Zonder kennis van het AB0-systeem was in de Benelux zodoende gemiddeld toch nog twee derde van de bloedtransfusies compatibel, waarbij uiteraard patiënten met bloedgroep AB en A het grootste deel hiervan voor hun rekening namen.
De begrippen universele donor (bloedgroep 0) resp. universele acceptor (bloedgroep AB) verdienen overigens wel enige relativering. De antistoffen van donorbloed van groep A, B of 0 kunnen immers toch reageren met de rode cellen van de acceptor met bloedgroep AB, A of B, zij het dat dit effect veel milder is doordat deze antistoffen snel worden opgebruikt waarna de geschikte rode cellen - die immers geen antigeen bevatten waartegen de antistoffen van de acceptor te keer zouden kunnen gaan - rustig hun werk kunnen doen. Door losse rode cellen zonder plasma - zgn. packed cells - te geven wordt dit bezwaar ondervangen, maar uit oogpunt van voorraad-efficiëntie blijft het toch wenselijk donorbloed van dezelfde bloedgroep toe te dienen.
Alle andere antistoffen dan anti-A en anti-B zijn de irregulaire antistoffen. Deze antistoffen kunnen pas gevormd worden nadat iemand in contact is geweest met bloed van iemand anders (bijvoorbeeld na een bloedtransfusie of bij een zwangerschap).
Bij een zwangerschap kunnen enkele rode bloedcellen van de foetus bij toeval, vooral bij de bevalling, in de bloedbaan van de moeder terechtkomen. Deze rode bloedcellen zorgen dan voor de productie van antistoffen in de moeder. In latere zwangerschappen kan dit tot problemen bij de vrucht leiden. De gevormde antistoffen gaan namelijk over de placenta naar het ongeboren kind en kunnen daar zorgen voor de afbraak van de rode bloedcellen van het kind. Dit ontstaat met name bij de vorming van antistoffen tegen Resus D (resusantagonisme). Dit kan worden ondervangen door bij een dergelijke zwangerschap rond de dertigste week van de zwangerschap, resusantistoffen (anti-D) aan de moeder te geven om de foetale cellen weg te vangen voordat de moeder er zelf antistoffen tegen gaat maken.

## Bepaling van de bloedgroep
Bloedgroepen worden bepaald in het kader van medisch onderzoek. Bijvoorbeeld voorafgaand aan een operatie waarbij de arts verwacht dat er (veel) bloedverlies kan optreden of in het geval van een zwangerschap (resus-D-antagonisme). Ter bepaling van de bloedgroep worden twee onafhankelijke bloedafnames verricht bij de patiënt en wordt de bloedgroep tweemaal bepaald. Op het moment dat er daadwerkelijk bloed nodig is, wordt er ook nog een kruisproef uitgevoerd, waarbij bloed van de patiënt wordt gekruist met bloed van de donor.